# Careproctus longifilis
Careproctus longifilis es una especie de pez de la familia Liparidae. Habita en el océano Pacífico, frente a la costa occidental de los Estados Unidos.